# Stadio Geōrgios Karaiskakīs
Lo stadio Geōrgios Karaiskakīs (in greco:  Στάδιο Γεώργιος Καραϊσκάκης) è uno stadio di calcio situato al Pireo, nei pressi di Atene. Situato nella zona Faliro, un quartiere del Pireo, prende il nome da Geōrgios Karaiskakīs, eroe nazionale della guerra d'indipendenza greca e ospita le partite casalinghe dell'Olympiacos. È classificato come uno degli stadi a 4 stelle UEFA.
Tra gli stadi più importanti del paese, ha ospitato gli europei di atletica del 1969, la finale di Coppa delle Coppe 1970-1971 tra Chelsea e Real Madrid e la partita di Supercoppa UEFA tra Manchester City e Siviglia. Ha inoltre ospitato alcune partite di calcio dei Giochi della XXVIII Olimpiade.

## Storia
Lo stadio fu costruito nel 1895 come velodromo per ospitare gli eventi di ciclismo per le olimpiadi estive del 1896. Il suo nome originario era Neo Phaliron Velodrome. L'Olympiakos cominciò ad usare questo stadio sin dalla sua fondazione nel 1925. Nel 1964 lo stadio fu rinnovato, prendendo l'attuale nome e la forma che aveva fino al 2003, cioè con la pista di atletica intorno al terreno di gioco.
La storia dello Karaiskakīs e dell'Olympiakos è stata segnata dalla peggior tragedia dello sport greco, conosciuta come "disastro dello Stadio Karaiskakīs". L'8 febbraio 1981 l'Olympiakos ospitò l'AEK Atene, gara finita per 6-0 ed evento senza precedenti, perché l'Olympiakos mai si era imposto con uno scarto così grande su un'altra squadra ospitata al Pireo. Durante gli ultimi minuti di gioco centinaia di tifosi dell'Olympiakos si precipitarono verso il Gate 7, l'uscita principale, per festeggiare con i giocatori, ma le porte erano chiuse e i tornelli rimasero quasi tutti bloccati, impedendo l'uscita delle persone. Mentre la gente continuava a scendere dalle tribune, incapace di vedere cosa stesse succedendo, il Gate 7 diventò una trappola mortale: furono schiacciate tantissime persone, decine di tifosi furono gravemente feriti e 21 giovani morirono per soffocamento.
Nel 1984 l'Olympiakos abbandonò il Karaiskakīs temporaneamente per andare a giocare nell'appena costruito Stadio Olimpico di Atene. Dopo cinque anni nello stadio olimpico la squadra tornò a giocare al Karaiskakīs, dove rimase fino al 1997, per poi tornare allo stadio olimpico. Nel 2002 lo stadio Olimpico fu chiuso per i lavori di rinnovo per le Olimpiadi estive di Atene del 2004 e quindi la squadra dovette trasferirsi allo Stadio Georgios Kamaras a Rizoupoli, stadio di casa dell'Apollon Smirne. L'Olympiakos rimase in questo stadio per due anni.
Lo stadio Karaiskakīs, oramai in rovina, fu affidato all'Olympiakos. Il club ebbe l'obbligo di ricostruirlo e di rimuovere la pista di atletica, lasciando soltanto il campo di calcio. Questo fu richiesto perché lo stadio doveva ospitare le partite di calcio delle olimpiadi. In cambio l'Olympiakos ottenne il diritto all'uso esclusivo dello stadio fino al 2052, coprendo tutti i costi di manutenzione e pagando il 15% delle entrate, allo Stato. Il vecchio stadio fu demolito nella primavera del 2003 e fu ricostruito nel tempo record di 14 mesi. Fu completato il 30 giugno 2004, per un costo totale di 60 milioni di euro.
Oggi il Karaiskakīs è uno degli stadi più moderni d'Europa. Ospita anche il museo dell'Olympiakos e numerosi servizi.

## Incontri internazionali

### Finale della Coppa delle Coppe
- Chelsea 1-1 (2-1 rip.)  Real Madrid (19-21 maggio 1971)